# Воля-Радзенцька
Воля-Радзенцька (пол. Wola Radzięcka) — село в Польщі, у гміні Фрамполь Білґорайського повіту Люблінського воєводства.
Населення — 359 осіб (2011).
У 1975-1998 роках село належало до Замойського воєводства.

## Демографія
Демографічна структура станом на 31 березня 2011 року:
|          | Загалом | Допрацездатний вік | Працездатний вік | Постпрацездатний вік |
| -------- | ------- | ------------------ | ---------------- | -------------------- |
| Чоловіки | 179     | 32                 | 118              | 29                   |
| Жінки    | 180     | 38                 | 85               | 57                   |
| Разом    | 359     | 70                 | 203              | 86                   |